# Stazione di Vicálvaro
La stazione di Vicálvaro è una stazione ferroviaria della ferrovia Madrid-San Fernando de Henares, ubicata in Calle de San Cipriano, nel distretto madrileno di Vicálvaro.

## Storia
Nel 1859, la compagnia ferroviaria MZA inaugurò la linea Madrid-Saragozza, che includeva una stazione in quello che una volta era un comune indipendente da Madrid, Vicálvaro.
Con la riforma di RENFE e la nascita delle reti di Cercanías Renfe, Vicálvaro entrò a far parte della rete di Cercanías di Madrid.

## Servizi
- Ascensori
- Parcheggio di scambio

## Movimento
L'infrastruttura è servita linee C-2, C-7 e  C-8 della rete delle cercanías di Madrid.

## Interscambi
La stazione è collegata alla stazione di Puerta de Arganda della linea 9 della metropolitana di Madrid.
Nelle vicinanze della stazione effettuano fermata alcune linee urbane automobilistiche, gestite da EMT Madrid.
- Fermata metropolitana (Puerta de Arganda, linea 9)
- Fermata autobus